# Love and Kisses (album)
Love and Kisses – studyjny album muzyczny autorstwa Ricky'ego Nelsona nagrany dla Decca Records i wydany 15 listopada 1965 roku. Trzy piosenki z tego albumu pojawiły się w filmie pod tym samym tytułem. 

## Utwory
| A1 | Love And Kisses                | 1:45 |
| A2 | I Catch Myself Crying          | 2:00 |
| A3 | Love Is Where You Find It      | 2:16 |
| A4 | Try To Remember                | 2:22 |
| A5 | Our Own Funny Way              | 1:58 |
| A6 | Liz                            | 2:30 |
| B1 | Say You Love Me                | 2:22 |
| B2 | More (Theme From 'Mondo Cane') | 2:07 |
| B3 | Raincoat In The River          | 2:15 |
| B4 | Come Out Dancin'               | 2:00 |
| B5 | I Should Have Loved You More   | 2:45 |
| B6 | I Paid For Loving You          | 2:06 |